# The Hammer
Pour plus de détails, voir Fiche technique et Distribution.
The Hammer (litt. Le Marteau) est un film biographique américain réalisé par Oren Kaplan, sorti en 2011. Il s'agit d'un portrait de Matt Hamill, un lutteur et pratiquant américain d'arts martiaux mixtes (MMA) sourd.
Ce film est récompensé par huit Prix au festival du film à l'American Film Institute en novembre 2010 ainsi qu'à partir 2011, au festival du film de Newport Beach, au festival du film de Floride, au festival international du Film de Miami, au festival international du film de Cleveland, au festival du film de Philadelphie et au festival du Heartland.

## Synopsis
Regard sur Matt Hamill (Russell Harvard), de l'enfance jusqu'à l'inscription à Loveland High School dans l'Ohio où il découvre surtout la lutte et le monde des sourds, avant devenir le premier lutteur sourd à remporter un championnat universitaire national aux États-Unis.

## Fiche technique
- Titre original : The Hammer
- Réalisation : Oren Kaplan
- Scénario : Eben Kostbar et Joseph McKelheer
- Musique : iZLER
- Direction artistique : Brian Lovely
- Décors : Rutherford Peckinpaw
- Costumes : Alexis Beck
- Photographie : David Rom
- Montage : Jacquelyn Dean
- Production : Eben Kostbar et Joseph McKelheer
- Sociétés de production : Film Harvest, Fifth Year Productions et Tapout Films
- Société de distribution : D&E Entertainment
- Pays d'origine :  États-Unis
- Langues originales : anglais, langue des signes américaine
- Format : couleur
- Genre : Biographie
- Durée : 108 minutes
- Date de sortie : 
  - États-Unis : 27 octobre 2011
- MPAA : Certaines scènes peuvent être inappropriées pour des enfants de moins de 13 ans

## Distribution
- Russell Harvard : Matt Hamill
- Raymond J. Barry : Stanley, le grand-père
- Shoshannah Stern : Kristi, la petite-amie
- Michael Anthony Spady : Jay, le colocataire
- Courtney Halverson : Michelle
- Susan Gibney : Janet
- Joseph McKelheer : Ron Gross
- Eben Kostbar : Cantrell, le coach
- Rich Franklin : Pruitt, le coach
- Gavin Bellour : Pat Hamill
- Theodore Conley : le jeune Matt Hamill

## Production
Les producteurs Eben Kostbar et Joseph McKelheer, qui sont également scénaristes de ce film, ont mis cinq ans pour développer le projet, du moment qu'ils avaient cherché des acteurs sourds et les équipes de tournage pour réaliser le fameux Hamill avant de l'intituler The Hammer.
Le tournage a lieu à Rochester dans l'État de New York pour capter l'université privé National Technical Institute for the Deaf. Quant à l'université Purdue, la production choisit l'université de Rochester pour le déroulement de l'histoire.

## Sortie
The Hammer sort le 27 octobre 2011 aux États-Unis.
En France, il reste inédit dans les salles, à l'exception de séances organisées par ou en partenariat avec l'association Retour d'image, qui a produit l'adaptation du film en français (sous-titres VSM) pour le festival Un Autre Regard. Cette association a organisé notamment une séance à L'Entrepôt dans le 14e arrondissement de Paris où a eu lieu pour la première fois le débat sur Jeunes sourds dans la société le 15 novembre 2012.